# Pseudomassaria sepincoliformis
Pseudomassaria sepincoliformis är en svampart som först beskrevs av De Not., och fick sitt nu gällande namn av Arx 1952. Pseudomassaria sepincoliformis ingår i släktet Pseudomassaria och familjen Hyponectriaceae.  Arten är reproducerande i Sverige. Inga underarter finns listade i Catalogue of Life.